# ハイクビモリクイナ
ハイクビモリクイナ(灰頸森水鶏、学名：Eulabeornis cajaneus) は、ツル目クイナ科に分類される鳥類の一種である。

## 分布
メキシコ南部からパナマまでの中央アメリカと、コロンビアからボリビア、アルゼンチン北部までの南アメリカに分布する。

## 形態
体長33-37cm。顔は灰白色で、目の上の部分がやや白っぽい。体の上面はオリーブ色で、肩羽はやや緑色がかっており、腰、上尾筒と尾は黒色である。頸は灰色で胸は赤茶色、腹は黒色である。虹彩は赤色、嘴は先端と基部は黄色で他は緑色、脚は紅色がかった赤色である。

## 生態
海岸のマングローブ林や低地の湿地森林などに生息する。
植物の種子や果実、小型の魚類や甲殻類を食べる。
水辺の草藪や低木に営巣し、1腹3-7個の卵を産む。飼育下での抱卵日数は約20日である。

## 亜種
以下の8亜種に分類される。
- Eulabeornis cajaneus cajaneus

基亜種。コスタリカ以南の中央アメリカから南アメリカに分布。
- Eulabeornis cajaneus mexicanus
- Eulabeornis cajaneus albiventris
- Eulabeornis cajaneus vanrossemi
- Eulabeornis cajaneus pacificus
- Eulabeornis cajaneus plumbeicollis
- Eulabeornis cajaneus latens

パナマのレイ島に分布。
- Eulabeornis cajaneus morrisoni

ペドロ・ゴンザレス島、サン・ホセ島に分布。